# Farkas Endre (színművész)
Farkas Endre (Erdőd, 1903. június 13. – 1985. június) magyar színész.

## Életpályája
Orvosi tanulmányokat folytatott, majd 1926-tól a Vígszínház szerződtette, 1930-ban a Bethlen Téri Színházban, 1932-ben a  Belvárosi Színházban szerepelt, később vidéki színházaknál működött. 1951-től 1972-ig a Miskolci Nemzeti Színház művésze volt, de játszott az egri Gárdonyi Géza Színházban is, Hubay Miklós: Római karnevál című darabjának ott volt az ősbemutatója. Pályája elején készített díszletterveket és rendezéssel is foglalkozott.

## Színházi szerepeiből
- William Shakespeare: Hamlet... Claudius
- William Shaespeare: Rómeó és Júlia... Capulet
- William Shaespeare: Othello... A velencei doge
- William Shakespeare: Macbeth... Siward
- Molière: Úrhatnám polgár... Szabómester
- Friedrich Schiller: Ármány és szerelem... Von Walter
- Friedrich Schiller: Stuart Mária... Melvil
- Szophoklész: Antigoné... Teiresziasz
- Stendhal: Vörös és fekete... Párizs érseke
- Victor Hugo: A királyasszony lovagja... Don Guritan marquis
- Anton Pavlovics Csehov: Ványa bácsi... Szerebrjakov (Ványa bácsi)
- Fjodor Mihajlovics Dosztojevszkij: A félkegyelmű... Jepancsin tábornok
- Lev Nyikolajevics Tolsztoj: Háború és béke... Az öreg herceg, Andrej apja
- Alekszandr Nyikolajevics Osztrovszkij: Farkasok és bárányok... Mihail Boriszics Linyájev
- Makszim Gorkij: Vássza Zseleznova... Szergej Zseleznov, Vássza férje
- Makszim Gorkij: Éjjeli menedékhely... Klescs, Andrej Mitrics, lakatos
- George Bernard Shaw: Warrenné mestersége... Crofts
- George Bernard Shaw: Szent Johanna... A rheimsi érsek
- Friedrich Dürrenmatt: Fizikusok... Uwe Siewers, főápoló
- Bertolt Brecht: Arturo Ui... Dogsborough
- Ion Luca Caragiale: Az elveszett levél... Zakariás méltóságos úr
- Karel Čapek: Harc a szalamandrákkal... Bolsov generalisszimusz
- Milan Kundera: Kulcsok... Kruta
- Friedrich Wolf: Cattarói matrózok... Kapitány
- Maurice Druon: Amerikából jöttem... Gamberone vezérigazgató
- Madách Imre: Az ember tragédiája... Péter apostol; Pátriárka
- Katona József: Bánk bán... Petur bán
- Vörösmarty Mihály: Csongor és Tünde... Fejedelem, vándor
- Szigligeti Ede: A csikós... Márton, csikós
- Jókai Mór: Az arany ember... Brazovics Athanáz
- Jókai Mór: A kőszívű ember fiai... Tallérossy Zebulon
- Csiky Gergely: Mákvirágok... Bankó Béni
- Mikszáth Kálmán – Gyárfás Miklós: Különös házasság... Fáy István, a gyámatya
- Mikszáth Kálmán – Benedek András: A Noszty fiú esete Tóth Marival... Noszty Pál, képviselő
- Mikszáth Kálmán: Szépasszony madara... Teleki Mihály, főgenerális
- Molnár Ferenc: Liliom... Linzmann
- Bródy Sándor: A tanítónő... Öreg Nagy István; Főúr
- Móricz Zsigmond: Légy jó mindhalálig... Igazgató
- Szőke Szakáll: Homokzsák... Abonyi Árpád, mérnök
- Meller Rózsi: Irja hadnagy... Padov, gárdahadnagy
- Illyés Gyula: Az ozorai példa... Perczel Mór
- Illyés Gyula: Fáklyaláng... Csányi László, közlekedésügyi miniszter
- Hubay Miklós: Római karnevál... Báthory, író
- Darvas József: Kormos ég... Joó András
- Darvas József: Hajnali tűz... Bencsik Antal
- Fejes Endre: Rozsdatemető... Seres Sándor
- Sarkadi Imre: Szeptember... Sipos István
- Háy Gyula: Az élet hídja... Dávid András
- Fehér Klára: Nem vagyunk angyalok... Dr. Joó Ferenc, geológus
- Tabi László: A pirossapkás lány... Csiszár
- Kertész Imre: Bekopog a szerelem... Sziklai
- Sós György: Három kívánság... Vajda
- Sós György: Pettyes... Istók Vencel
- Karinthy Ferenc: Budapesti tavasz... Törzsőrmester
- Csizmarek Mátyás: Bújócska... Gönczöl Mihály
- Csizmarek Mátyás: A borjú... Kosorrú Lázár
- Gyárfás Miklós: Hatszáz új lakás... Gerendás Béla, a Vasgyár főnöke
- Urbán Ernő: Tűzkeresztség... Köröm Sándor
- Sándor Kálmán: A harag napja... Viznicz Gyula, kárpitossegéd, direktóriumi elnök
- Sándor Iván: Tiszaeszlár... Dr. Mihalich Gusztáv
- Békeffi István – Kellér Dezső – Kerekes János: Palotaszálló... Mihály
- Harmath Imre – Zerkovitz Béla: Falu végén kurta kocsma... Liliom Peti, betyár
- Lehár Ferenc: A mosoly országa... Csang, Szu-Csong nagybátyja
- Huszka Jenő: Gül Baba... Gül Baba
- Tarbay Ede: Mese a tűzpiros virágról... Kalmár

## Rendezéseiből
- Wolfgang Amadeus Mozart: Bastien és Bastienne  (Miskolci Nemzeti Színház, 1960.04.19)
- Christoph Willibald Gluck: Május királynője (Miskolci Nemzeti Színház, 1960.04.19)

## Filmes és televíziós szerepei
- Rákóczi hadnagya (1954)
- Az ember tragédiája (1969)
- Virágvasárnap (1969)
- Romantika (1972)
- Makra (1974)
- Utánam, srácok! (1974)
- Az idők kezdetén (1975)
- Kísértet Lublón (1976)
- A nagyenyedi két fűzfa (1979)